# Greg Sestero
Gregory Sestero, hay còn gọi là Greg Sestero (sinh ngày 15 tháng 7 năm 1978), là một diễn viên và tác giả người Mỹ được biết đến nhiều nhất với vai diễn Mark trong bộ phim cult 2003, The Room cùng cuốn hồi ký xuất bản năm 2013 The Disaster Artist, kể về những trải nghiệm của anh trong quá trình sản xuất The Room, sau đó đã được chuyển thể thành bộ phim cùng tên năm 2017.

## Đầu đời
Greg Sestero, sinh ngày 15 tháng 7 năm 1978 tại Walnut Creek, California, có mẹ là người Pháp lai Ý. Sestero lớn lên ở Danville, California, nơi anh theo học tại trường trung học Monte Vista.
Sestero cho biết anh đã từng viết phần tiếp theo của loạt phim Ở nhà một mình phát hành năm 1990 khi mới 12 tuổi với tựa đề Home Alone 2: Lost in Disney World, trong đó anh đóng vai chính cùng nhân vật Kevin McCallister của Macaulay Culkin. Anh cũng nói rằng mình đã gửi kịch bản cùng tấm áp phích tự thiết kế, yêu cầu một thỏa thuận hợp đồng giữa 20th Century Fox và Walt Disney Pictures cho Hughes Entertainment và nhận được lời khen ngợi từ John Hughes, người mà Sestero nói đã truyền cảm hứng cho anh để theo đuổi sự nghiệp diễn xuất chuyên nghiệp.
Trong những năm học cấp ba, Sestero bắt đầu công việc người mẫu và làm việc cho các nhà thiết kế như Giorgio Armani, Gianfranco Ferré ở Milan và Paris. Sau đó anh trở lại Hoa Kỳ để tập trung công việc diễn xuất và được ghi danh vào Nhà hát Nhạc viện Hoa Kỳ ở San Francisco. Việc ký hợp đồng với người đại diện tài năng Hollywood Iris Burton cũng đã thúc đẩy quyết định chuyển đến Los Angeles của Sestero.

## Sự nghiệp
Sự nghiệp diễn xuất của Sestero bắt đầu từ những vai nhỏ trong chương trình truyền hình Nash Bridges và các bộ phim Gattaca (1997), Patch Adams (1998). Năm 1999, Sestero đã được chọn vào vai chính trong bộ phim kinh dị Retro Puppet Master. Anh cũng có một vai diễn vào năm 2000 trong bộ phim kịch xà phòng Days of Our Lives.

### The Room
Sestero được biết đến nhiều nhất với vai diễn Mark trong bộ phim chính kịch ra mắt năm 2003 của Tommy Wiseau, The Room. Trước đó, anh đã gặp Wiseau tại một lớp học diễn xuất vào năm 1998. Wiseau nói với Sestero rằng nếu đồng ý hợp tác cùng thực hiện bộ phim, anh sẽ được thuê làm diễn viên thứ chính của tác phẩm; Dù vậy, Sestero chỉ đồng ý làm việc ở hậu trường và giúp Wiseau trong khâu tuyển vai. Tuy nhiên, vì muốn anh làm bạn diễn cùng mình, Wiseau đã giả vờ tuyển một diễn viên khác vào vai Mark và đuổi ngay trong ngày đầu tiên để có thể "dụ" Sestero vào vai diễn.
Sestero cho biết anh thực hiện bộ phim này với tâm lý biết chắc rằng không ai sẽ xem nó và phim chỉ có thể phát hành dưới dạng băng đĩa xem tại nhà. Tại thời điểm công chiếu lần đầu tiên, bộ phim đã ngay lập tức bị giới phê bình chê bai và có doanh thu cực kỳ thấp ở phòng vé. Trong The Disaster Artist, Sestero tiết lộ rằng Wiseau từng gửi một bản sao của The Room cho Paramount Pictures để phim có thể được phân phối rộng rãi, thế nhưng chỉ trong vòng chưa đầy 24 giờ, hãng phim đã từ chối thẳng thừng (trong khi thời gian thông thường để hồi đáp là hai tuần).
Ross Morin, một phó giáo sư nghiên cứu về điện ảnh tại Đại học St. Cloud State ở Minnesota, đã gọi The Room là "Citizen Kane của phim dở", Entertainment Weekly cũng mô tả Wiseau giống như "Orson Welles phiên bản tào lao".
Dù vậy, bộ phim bắt đầu nhận được sự chú ý từ khán giả vì chất lượng quá kém của nó và đã nhanh chóng trở thành một "tác phẩm kinh điển đình đám" với những suất chiếu đêm khuya tại nhiều rạp chiếu phim trên khắp nước Mỹ. Sự chú ý dành cho phim sau đó đã khởi đầu Chuyến lưu diễn quốc tế "Love is Blind" của The Room trong năm 2010–2011, với việc bộ phim được chiếu ở Anh, Đức, Đan Mạch, Úc và Ấn Độ cùng nhiều quốc gia khác. Sestero xuất hiện thường xuyên tại những buổi chiếu trên, chụp ảnh cùng người hâm mộ và trò chuyện với khán giả trước khi chiếu phim.

### The Disaster Artist
Vào tháng 6 năm 2011, có nguồn tin xác nhận rằng Sestero đã ký hợp đồng với nhà xuất bản Simon & Schuster để viết một cuốn sách dựa trên kinh nghiệm làm phim của anh với tựa đề The Disaster Artist. Cuốn sách này sau đó được xuất bản vào tháng 10 năm 2013.
Ngày 23 tháng 11 năm 2014, The Disaster Artist đã đoạt giải Sách phi hư cấu xuất sắc nhất tại lễ trao giải Báo chí Nghệ thuật & Giải trí Quốc gia ở Los Angeles. Các giám khảo đều ca ngợi cuốn sách, nói rằng "The Disaster Artist không chỉ hay mà sẽ trở thành một bộ phim tuyệt vời nếu được chuyển thể. Cuốn sách giống như một phần của Ed Wood, American Hustle và Công dân Kane — với một chút Monty Python được trộn lại một cách nhuần nhuyễn". Vào ngày 11 tháng 2 năm 2015, audiobook của The Disaster Artist với giọng đọc Sestero đã được đề cử cho giải Audiobook hài hước nhất tại Lễ trao giải Audie 2015.
Năm 2014, công ty sản xuất của Seth Rogen, Point Grey Pictures, đã mua bản quyền chuyển thể phim từ cuốn sách của Sestero. Bộ phim có tựa đề cùng tên sách, với Dave Franco trong vai Sestero và James Franco trong vai Wiseau kiêm đạo diễn. Bộ phim được công chiếu lần đầu tại Liên hoan phim South by Southwest vào ngày 12 tháng 3 năm 2017 và bắt đầu công chiếu rộng rãi từ ngày 8 tháng 12 năm 2017. Cũng nhờ vai diễn Wiseau trong phim mà James Franco sau đó đã giành Giải Quả cầu vàng cho nam diễn viên phim ca nhạc hoặc phim hài xuất sắc nhất.
Vào tháng 12 năm 2017, The Disaster Artist đã xuất hiện lần đầu trong Danh sách bán chạy nhất của The New York Times thể loại sách phi hư cấu bìa mềm.

### Các dự án sau đó
Năm 2006, Sestero tham gia bộ phim truyền hình Fashion House và có một vai diễn không ghi danh trong Accepted. Năm 2010, anh góp mặt vào video âm nhạc "White Liar" của Miranda Lambert, sau đó đã giành được giải thưởng Country Music Television và Academy of Country Music cho hạng mục video âm nhạc hay nhất của năm và một video ngắn của 5-Second Film, End Zone, được đạo diễn bởi Michael Rousselet - người đã giúp The Room trở nên nổi tiếng. Vào tháng 7 năm 2011, Sestero hợp tác với diễn viên Patton Oswalt trong video ngắn You Got Mail. Ngoài ra anh còn đóng cùng với các diễn viên NYC Jason Saenz, Nick Turner và Travis Irvine trong một tiểu phẩm hài với vai "Jason Saenz" sau khi phẫu thuật chỉnh hình hàm.
Vào ngày 12 tháng 11 năm 2013, Sestero đã xuất hiện trong chương trình Nostalgia Critic với tư cách khách mời và đóng lại vai diễn của mình ở The Room. Anh cũng là người mẫu quảng cáo cho các thương hiệu như Tommy Hilfiger, Armani và Ralph Lauren.
Năm 2015, Sestero đóng vai chính trong bộ phim Dude Bro Party Massacre III của đạo diễn Michael Rousselet, là một bệnh nhân F0 bị nhiễm bệnh sau khi xem The Room. Phim được công chiếu lần đầu tại Liên hoan phim Los Angeles vào ngày 13 tháng 6 năm 2015.
Vào tháng 10 năm 2016, Sestero đã hợp tác với Wiseau đóng vai chính trong bộ phim có tên Best F(r)iends do Sestero viết kịch bản và được quay phim ở Los Angeles, lấy cảm hứng từ chuyến đi đường dài của anh cùng Wiseau vào năm 2003. Phim sau đó đã khởi chiếu chính thức vào ngày 4 tháng 9 năm 2017 tại rạp chiếu phim Prince Charles. Tập đầu tiên của bộ phim được phát hành trong ngày 30 tháng 3 năm 2017 và tập thứ hai phát hành vào ngày 1 tháng 6 cùng năm.
Trong năm 2020, anh đã đóng vai chính trong bộ phim hài kinh dị Cyst và tham gia vào phần phim tiếp theo của Chuyện ma ám ở căn nhà họ Hill, The Haunting of Bly Manor với vai khách mời. Sestero cũng thông báo rằng anh sẽ xuất hiện trong hai dự án sắp tới của Wiseau bao gồm bộ phim điện ảnh Big Shark và một bộ phim khác có chủ đề về UFO.
Màn lấn sân đạo diễn đầu tiên của Sestero, Miracle Valley, đã được công chiếu tại Liên hoan phim kinh dị Salem vào tháng 10 năm 2022. Bộ phim kể về một nhiếp ảnh gia thiên nhiên và bạn gái của anh được mời đến nơi nghỉ dưỡng ở sa mạc để tìm kiếm một loài chim cực kỳ quý hiếm. Ở đó, mối quan hệ của họ sớm bị đe dọa bởi một thế lực đen tối, khiến họ phải đối mặt với những con quỷ từ quá khứ, hiện tại và tương lai.

## Cuộc sống cá nhân
Sestero hiện đang sống ở Nam California.

## Danh sách tác phẩm đã tham gia

### Điện ảnh
| Năm  | Phim                        | Vai diễn          | Chú thích                                    |
| ---- | --------------------------- | ----------------- | -------------------------------------------- |
| 1997 | Gattaca                     | Công dân Gattacan | Không ghi danh                               |
| 1998 | Patch Adams                 | Jaime             | Không ghi danh                               |
| 1999 | Retro Puppet Master         | André Toulon trẻ  |                                              |
| 1999 | EDtv                        | Roach             | Không ghi danh                               |
| 2003 | The Room                    | Mark              | Đồng sản xuất chính của bộ phim              |
| 2004 | Homeless in America         | Chính mình        | Phim tài liệu Đồng thời là giám đốc sản xuất |
| 2006 | Accepted                    | Gã Frat           | Không ghi danh                               |
| 2009 | Alien Presence              | Ash               |                                              |
| 2009 | The Pit and the Pendulum    | Bạn trai Alicia   |                                              |
| 2015 | Dude Bro Party Massacre III | Derek             |                                              |
| 2017 | The Disaster Artist         | Người tuyển vai   | Cameo                                        |
| 2017 | Best F(r)iends              | Jon Kortina       | Đồng biên kịch và đạo diễn                   |
| 2019 | Lukewarm Christian          | Chính mình        | Cameo                                        |
| 2020 | Cyst                        | Bill              |                                              |
| 2021 | Big Shark                   | Georgie           | Đồng biên kịch                               |
| 2022 | Miracle Valley              |                   | Đồng biên kịch và đạo diễn                   |
| 2022 | Infrared                    |                   |                                              |
| 2023 | Big Shark                   | [ 33 ]            | [ 34 ]                                       |
| 2023 | The Room remake             |                   | [ 35 ]                                       |
| N/A  | Forbidden Sky               |                   | [ 27 ]                                       |

### Truyền hình
| Năm  | Chương trình                 | Vai diễn  | Chú thích         |
| ---- | ---------------------------- | --------- | ----------------- |
| 2000 | Days of Our Lives            | Jules     | Xuất hiện 1 tập   |
| 2006 | Fashion House                | Người mẫu | Xuất hiện 2 tập   |
| 2013 | The Blessed Ignorance of Men | Fr. Mark  | Tập phim thí điểm |
| 2020 | The Haunting of Bly Manor    | James     | Xuất hiện 2 tập   |

### Chương trình chiếu mạng
| Năm             | Chương trình                 | Vai diễn            | Chú thích                                                                                          |
| --------------- | ---------------------------- | ------------------- | -------------------------------------------------------------------------------------------------- |
| 2011            | How Did This Get Made?       | Chính mình          | Tập phim: "The Room: Director's Edition"                                                           |
| 2013; 2018–2019 | Nostalgia Critic             | Mark, Chính mình    | Tập phim: "Dawn of the Commercials"; "The Most HATED Nutcracker Movie Ever Made", "Best F(r)iends" |
| 2014            | Shut Up and Talk             | Chính mình          | Chương trình trò chuyện                                                                            |
| 2018            | Nerdist Presents             | Batman              | "Tommy Wiseau's The Dark Knight"                                                                   |
| 2019            | Rhonda: The Birth of a Queen | Chính mình          | Cameo                                                                                              |
| 2019            | SpaceWorld                   | Drogol (lồng giọng) | |

### Tiểu phẩm
| Năm  | Tiêu đề                     | Vai diễn                                        | Chú thích                                             |
| ---- | --------------------------- | ----------------------------------------------- | ----------------------------------------------------- |
| 2010 | End Zone                    | Chính mình                                      |                                                       |
| 2011 | You Got Mail                | Chính mình                                      | Hợp tác với Paston Oswalt                             |
| 2011 | Tiểu phẩm hài (chưa rõ tên) | "Jason Saenz" sau khi phẫu thuật chỉnh hình hàm | Hợp tác với Jason Saenz, Nick Turner và Travis Irvine |

### Video âm nhạc
| Năm  | Tiêu đề      | Nghệ sĩ         |
| ---- | ------------ | --------------- |
| 2010 | "White Liar" | Miranda Lambert |